# Добаш вохристогорлий
Доба́ш вохристогорлий (Picumnus subtilis) — вид дятлоподібних птахів родини дятлових (Picidae). Мешкає в Перу і Бразилії.

## Поширення і екологія
Вохристогорлі добаші мешкають переважно у східних передгір'ях Анд в Перу (від Лорето до Куско і Мадре-де-Дьйос), а також в бразильському штаті Акрі. Вони живуть у вологих рівнинних тропічних лісах. Зустрічаються на висоті до 1100 м над рівнем моря.